# Bayer

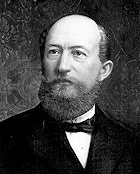
Friedrich Bayer – zakladatel firmy

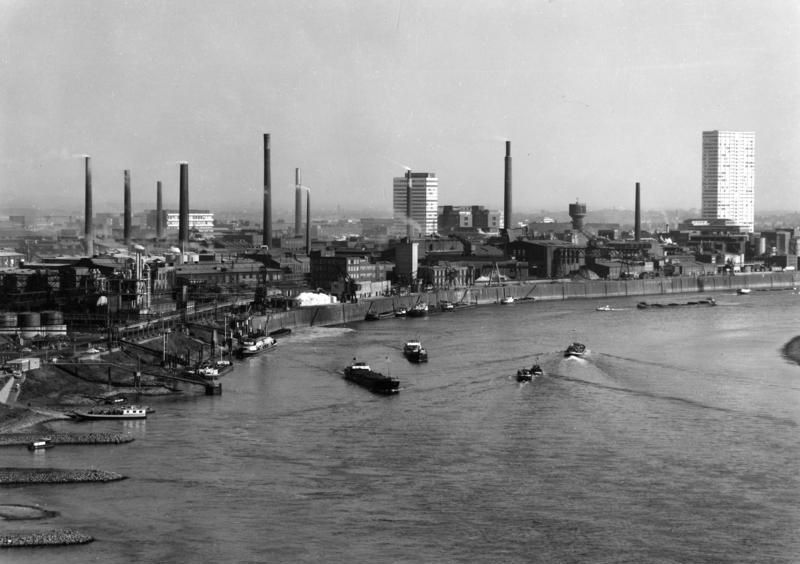
Závod firmy Bayer v Leverkusenu

Bayer AG je německá agrochemická a farmaceutická akciová společnost založená roku 1863 ve městě Barmen (dnes je součástí města Wuppertal). Divize Bayer AG zahrnovaly k 31. prosinci 2017 celkem 301 společností s 99 820 zaměstnanci. Hlavní sídlo firmy se od roku 1912 nachází v Leverkusenu. Společnost se zabývá vývojem, výrobou a prodejem chemikálií a humánních i veterinárních léčiv. Je nástupce nechvalně proslulé firmy IG Farben, která za druhé světové války vyráběla cyklon B.
Korporátní logo společnosti, Bayer kříž, byl představen v roce 1904. Skládá se z horizontálního slova „Bayer“ kříženého s vertikálním slovem „Bayer“, obě slova sdílejí „Y“ a jsou v uzavřeném kruhu.
Ve fiskálním roce 2015 společnost zaměstnávala kolem 117 000 lidí a její prodeje přesáhly 46,3 miliard EUR. Od roku 2016 jsou součástí skupiny Bayer tří klíčové divize: Pharmaceuticals, Consumer Health a Crop Science, jejíž součástí je také Animal Health.
Slovo Bayer je proslavené i dceřinou společností Bayer AG a to fotbalovým klubem Bayer 04 Leverkusen, který hraje v německé Bundeslize.

## Historie
- 1863 – Založení firmy (F. Bayer a J. F. Weskott) ve městě Barmen (dnes je součástí města Wuppertal).
- 1912 – Zřízeno sídlo firmy v Leverkusenu.
- 1925 – Sloučením firem Bayer, BASF, Hoechst, Agfa, Chemische Fabrik Griesheim-Elektron a Chemische Fabrik vorm. Weiler Ter Meer vzniká IG Farben.
- 1951 – Znovuzaložení „Farbenfabriken Bayer AG“.
- 1981 – Spolu s několika dalšími společnostmi se Bayer stal součástí skandálu, kdy nestáhl z oběhu krevní produkty pro hemofiliaky, o kterých věděl, že jsou nakaženy hepatitidou C a HIV a kvůli kterým bylo HIV nakaženo odhadem 6–10 tisíc pacientů.[7][8]
- 2002 – Reorganizace v Bayer Group.
- 2005 – Lanxess AG se osamostatňuje od Bayer Group.
- 2006 – Převzetí společnosti Schering AG.
- 2014 – Převzetí divize „Consumer Care business“ společnosti Merck & Co., Inc.
- 2015 – Bayer MaterialScience se osamostatňuje a vzniká společnost „Covestro“.
- 2018 – Příprava akvizice agrochemického gigantu Monsanto.

## Pesticidy
Firma patří společně s firmami BASF a Syngenta mezi tři největší evropské výrobce pesticidů a mezi šest největších producentů pesticidů na světě.[zdroj?]

## Medikamenty
Společnost Bayer patřila mezi první výrobce aspirinu. 
Od roku 1898 do 1910 společnost Bayer prodávala heroin jako „lék“ pro lidi závislé na morfinu do té doby, než bylo objeveno, že se v játrech mění na morfin, tento objev společnost zdiskreditoval a tím skončil legální prodej heroinu coby léku.

## Geneticky modifikované zemědělské plodiny
V posledních letech[kdy?] významně investovala do obchodu s GMO a čelí řadě problémů. Nejvýznamnější z nich je nekontrolovaný únik geneticky modifikované rýže LL 601. V červnu 2008 Státní zemědělská a potravinářské inspekce nařídila stáhnout z obchodní sítě desetitisíce balení rýže firmy Podravka-Lagris, která obsahovala ilegální příměs geneticky modifikované rýže neschválenou jak pro lidské potraviny tak jako krmivo pro dobytek.
Podobné problémy byly zaznamenány i v dalších zemích, irský úřad pro bezpečnost potravin prokázal nelegální kontaminaci geneticky modifikované rýže LL 601 ve výrobcích značek American Easy Cook a St. Bernard Easy Cook v obchodech řetězce Marks & Spencer, který poté stáhl z pultů veškerou americkou rýži. Po objevení ilegální kontaminace rýže LL 601 americkou dlouhozrnnou rýži přestaly prodávat i švýcarské supermarkety MIGROS a COOP. Japonsko dovoz dlouhozrnné rýže z USA v srpnu 2006 v reakci zcela zastavilo. Problém objevila firma Bayer CropScience 31. července 2006 a informovala o něm americké úřady, nikoli však veřejnost.

## IG Farben během 2. světové války
Společnost IG Farben se aktivně podílela na pokusech, které byly uskutečňovány na vězních v koncentračních táborech. Výzkum probíhal v koncentračním táboře Mauthausen, dále probíhal výzkum v koncentračním táboře Osvětim pod vedením známého doktora Mengeleho označovaného jako „anděl smrti“ za svou zálibu dělat pokusy na vězních koncentračního tábora. Bayer platila 200 říšských marek za usmrcenou osobu samotnému Mengelemu, oběťmi se stali vězni jeho pseudovědeckých pokusů jako byla brutální sterilizace žen, dále prováděl pokusy na dětech, které označoval jako „svá malá morčátka“, ty byly podrobovány různým operacím hlavy, míchy.